# Триспонтов карамбол
Вижте пояснителната страница за други значения на Карамбол.
Триспонтов карамбол, по-известен с английското си наименование 3 cushion (от англ. cushion – възглавница, спонт на билярдна маса) е билярдна игра от вида на карамболите – игри които се играят на билярдна маса без джобове. Триспонтовият карамбол се играе от двама души с общо три билярдни топки – бяла, жълта и червена, които в официалната форма на играта са по-големи от тези в Осма или Девета топка, но често се практикуват и със стандартните за тези игри топки.
- Стандартната маса е с размери 10х5 фута (305х152 см)
- Използват се щеки, различни от тези за билярд Осма, Девета топка, обикновено с 15 милиметра по-къси на дължина. Различават се също и по профила на шафта – тези за карамбол имат формата на конус, което в резултат означава и по-малък диаметър на тапата – 11 милиметра.

## Правила
Всеки играч има собствена топка-бияч като единият от тях играе с бялата, съответно другият играч играе с жълтата, а червената топка винаги е топка-мишена. Преди началото на същинската игра се определя кой от двамата играчи ще играе пръв. Това може да стане с всякакъв вид жребий (монета и пр.), по договорка между двамата играчи или по друг начин.
След като се определи реда на игра топките се поставят по следния начин: червената топка е в средата на горната част на масата (късият спонт от далечната страна на началната линия), а жълтата топка в средата на долната част на масата върху стартовата линия (при условие, че играчът с бялата топка печели началният удар, в противен случай бялата топка е в средата), а бялата се слага от
дясната ѝ страна.
Цел на играта: Да се достигне до определен брой точки, договорен между играчите преди началото на играта.
Варианти за отбелязване на точки:
- 1-ви начин: Играчът, който е на ход удря своята топка-бияч като целта му е да удари другите 2 топки-мишени като преди това топката-бияч удари минимум 3 пъти който и да е от спонтовете (бордовете на масата) и след това 2-те топки-мишени.

- 2-ри начин: Играчът, който е на ход удря своята топка-бияч като целта му отново е да удари 2-те топки-мишени. Този път играчът може да удари първо 1 от топките-мишени, след което задължително трябва топката-бияч да удари най-малко 3 пъти някой от спонтовете, след което другата топка-мишена.

При правилно изпълнение на някой от горните удари на играча, който е на ход, се присъжда 1 точка. Той остава на масата докато не изпълни т.нар. грешен удар – не изпълни някое от правилата за игра или удар за отбелязване на точка.